# Masato Koga
Masato Koga (født 22. maj 1970) er en tidligere japansk fodboldspiller.
Han har spillet for flere forskellige klubber i sin karriere, herunder Yokohama Marinos og Sagan Tosu.